# Max Gallo
Max Gallo, född 7 januari 1932 i Nice, död 18 juli 2017 i Cabris i Alpes-Maritimes, var en fransk författare, historiker och politiker.
Gallo var 1983–1984 talesperson för den franska regeringen under premiärminister Pierre Mauroy. Under perioden 1984–1994 satt Gallo i Europaparlamentet för det franska socialistpartiet.
Gallo var ledamot av Franska akademien sedan 31 maj 2007.